# Облога Сеути (1419)
Облога Сеути — військова кампанія Марокканського султанату в 1419 році з метою відвоювати середземноморську Сеуту, захоплену португальцями чотири роки тому. Марокканські сили очолював султан Абу Саїд Усман III. До його війська входили андалусці-добровольці з Гранадського емірату. Нападникам протистояв португальський гарнізон Сеути під командуванням губернатора Педру де Менезіша. За повідомленням португальських хронік, у серпні султан взяв місто в облогу. У відповідь португальські інфанти Енріке та Жуан зібрали флот на підмогу оточеним. Всупереч обставинам, сеутський губернатор зненацька атакував марокканський табір й змусив ворога покинути Сеуту ще до прибуття флоту. Султан повернувся до Фесу, де був убитий заколотниками в 1420 році, невдоволеними втратою міста. Марокко полинуло у політичну кризу, війну між претендентами на трон і регіональними емірами. Внаслідок цього португальці укріпилися в Сеуті.